# تادموستوم
كانت تادموستوم أو داداموشدا إلهة بلاد ما بين النهرين مرتبطة بالعالم السفلي. كانت تعتبر ابنة نيرغال، وفي النصوص المعروفة تظهر غالبًا مرتبطة بمركز عبادته الرئيسي، كوثا.

## اسم
تشمل التهجئات الموثقة لاسم تادمشتم في الكتابة المسمارية: dTá-ad-muš-tum (في قائمة قرابين من فترة أور الثالثة )، d Tá-ad-mu-uš-tum (في قائمة الآلهة An = Anum )، d Tá-da-muš-da (في قائمة متأخرة من ثنائيات الآلهة)، d Ta-ad-muš-tum (في النص Silbenvokabular A )، ووفقًا لما ذكره مانفريد كريبرنيك ربما d Taš-mu-uš-tum (في قائمة آلهة نيبور ). ومع ذلك، وفقًا لجيريميا بيترسون، فإن الكتابة الأخيرة، التي يترجمها إلى d UR- mu-uš-(t)um، تمثل الإله d UR- ma-šum (أو d UR- maš )، سوكال جولا المعروف من قائمة آلهة فايدنر و An = Anum . ويلاحظ في مثال واحد فقط أن الاسم ينتهي باللاحقة المؤنثة الأكادية ، -tum.
من المفترض أن الاسم Tadmuštum نشأ في لغة سامية، على الرغم من أن أصله الدقيق غير مؤكد، مع وجود مرادفات محتملة بما في ذلك الأكادية dāmasu ("التواضع") و dāmašu (شكل الاستفهام من "تغطية")، وكذلك Geʽez damasu ("إلغاء" أو "تدمير" أو "إخفاء").

## الارتباطات مع الآلهة الأخرى
وفقًا لقائمة الآلهة أن = أنوم (اللوح السادس، السطر 15)، كانت تادموستوم ابنة نيرغال، إله العالم السفلي. كان هناك إله آخر ذو شخصية مماثلة، وهو شوبولا، وكان يعتبر زوجها وفقًا لنفس المصدر. مثل هذين الإلهين، كانت مرتبطة أيضًا بالعالم السفلي نفسها.
يقترح مانفريد كريبرنيك وجود صلة اشتقاقية بين اسمي تادموستوم والإلهة الأوغاريتية دادميش، التي تظهر في قوائم العروض من هذه المدينة إلى جانب رشيف.

## الشهادات
أقدم الشهادات المتوفرة عن تادمشتم تعود إلى فترة أور الثالثة. كانت تعتبر بالفعل واحدة من آلهة كوتا في هذه الفترة. في إحدى قوائم العروض المنشورة، ظهرت إلى جانب آلهة مثل لاش وشوبولا.
يشرح ما يسمى بـ Silbenvokabular A العلامات [AŠ]. NI-[AŠ]. كان أور أولًا باعتباره الإله البدائي إنكي-نينكي، ثم زاريكوم (إله العالم السفلي من دائرة نيرغال، ربما تأليه مسؤول يحمل نفس الاسم) وتادموستوم.
نص مدرسي متأخر من بابل، يسرد ثنائيات من الآلهة، يصف تادموستوم ("داداموشدا") وبيليت إيلي بأنهما "بنات إي-ميسلام"، المعبد الرئيسي لنيرغال الواقع في كوثا. الأزواج الأخرى المدرجة تشمل بنات ايساجيل من بابل (طلوش-تاب وكاتونا)، بنات إيزيدا من بورسيبا ( غازبابا وكانيسورا )، بنات إدوبا من كيش ( إقبي-دامق وحوسيني)، بنات إبابار من سيبار (مامي ونيجينا)، بنات إي-إيبي-آني من دلبات (إيبتي-بي). ta وBēlet-Eanni)، وبنات E- Ningublaga (Mannu-šāninšu وLarsam-iti وفقًا لجوان جودنيك ويستنهولز ، وMannu-šāninšu وأوركيتوم وفقًا لمانفريد كريبرنيك). يُشار إلى هذه الآلهة مجتمعة باسم "البنات الإلهيات" في علم الآشوريات. بالإضافة إلى تلك المعروفة من القائمة، تم إثبات أزواج أخرى في نصوص من أوروك ، ونيبور ، وإريدو ، وأربيلا . استنادًا إلى الأدوار الموثقة جيدًا لبنات إيساجيل وإيزيدا كمصففات شعر للإلهتين الرئيسيتين المقابلتين، زاربانيتوم ونانايا على التوالي، يقترح أندرو آر جورج أن البنات الإلهيات الأخريات كان يُعتقد أيضًا أنهن يعملن كأعضاء في أسر الآلهة الرئيسية المسؤولة عن مهام وضيعة مختلفة.

### فهرس
- Asher-Greve، Julia M.؛ Westenholz، Joan G. (2013). Goddesses in Context: On Divine Powers, Roles, Relationships and Gender in Mesopotamian Textual and Visual Sources (PDF). ISBN:978-3-7278-1738-0. مؤرشف من الأصل (PDF) في 2024-10-08.
- George، Andrew R. (2000). "Four Temple Rituals from Babylon". Wisdom, Gods and Literature: Studies in Assyriology in Honour of W. G. Lambert. Eisenbrauns. ISBN:978-1-57506-004-0. مؤرشف من الأصل في 2023-03-26. اطلع عليه بتاريخ 2022-08-15.
- Krebernik، Manfred (2013)، "Tadmuštum"، Reallexikon der Assyriologie، اطلع عليه بتاريخ 2022-08-15
- Krebernik, Manfred (2013a). "Jenseitsvorstellungen in Ugarit". In Bukovec, Predrag; Kolkmann-Klamt, Barbara (eds.). Jenseitsvorstellungen im Orient (بالألمانية). Verlag Dr. Kovač. ISBN:978-3-8300-6940-9. OCLC:854347204.
- Krebernik, Manfred (2016), "Zarriqum", Reallexikon der Assyriologie (بالألمانية), Retrieved 2022-08-15
- Krebernik, Manfred (2016a), "Zwillingsgottheiten", Reallexikon der Assyriologie (بالألمانية), Retrieved 2022-08-15
- MacGinnis، John (2020). "The gods of Arbail". In Context: the Reade Festschrift. Archaeopress Publishing Ltd. DOI:10.2307/j.ctv1ddckv5.12. اطلع عليه بتاريخ 2022-08-15.
- Michalowski، Piotr (2013)، "Šubula"، Reallexikon der Assyriologie، اطلع عليه بتاريخ 2022-08-15
- Peterson، Jeremiah (2009). God lists from Old Babylonian Nippur in the University Museum, Philadelphia. Münster: Ugarit Verlag. ISBN:978-3-86835-019-7. OCLC:460044951. مؤرشف من الأصل في 2024-01-16.
- Wiggermann، Frans A. M. (1998)، "Nergal A. Philological"، Reallexikon der Assyriologie، اطلع عليه بتاريخ 2022-08-15